# Joan of Arcadia

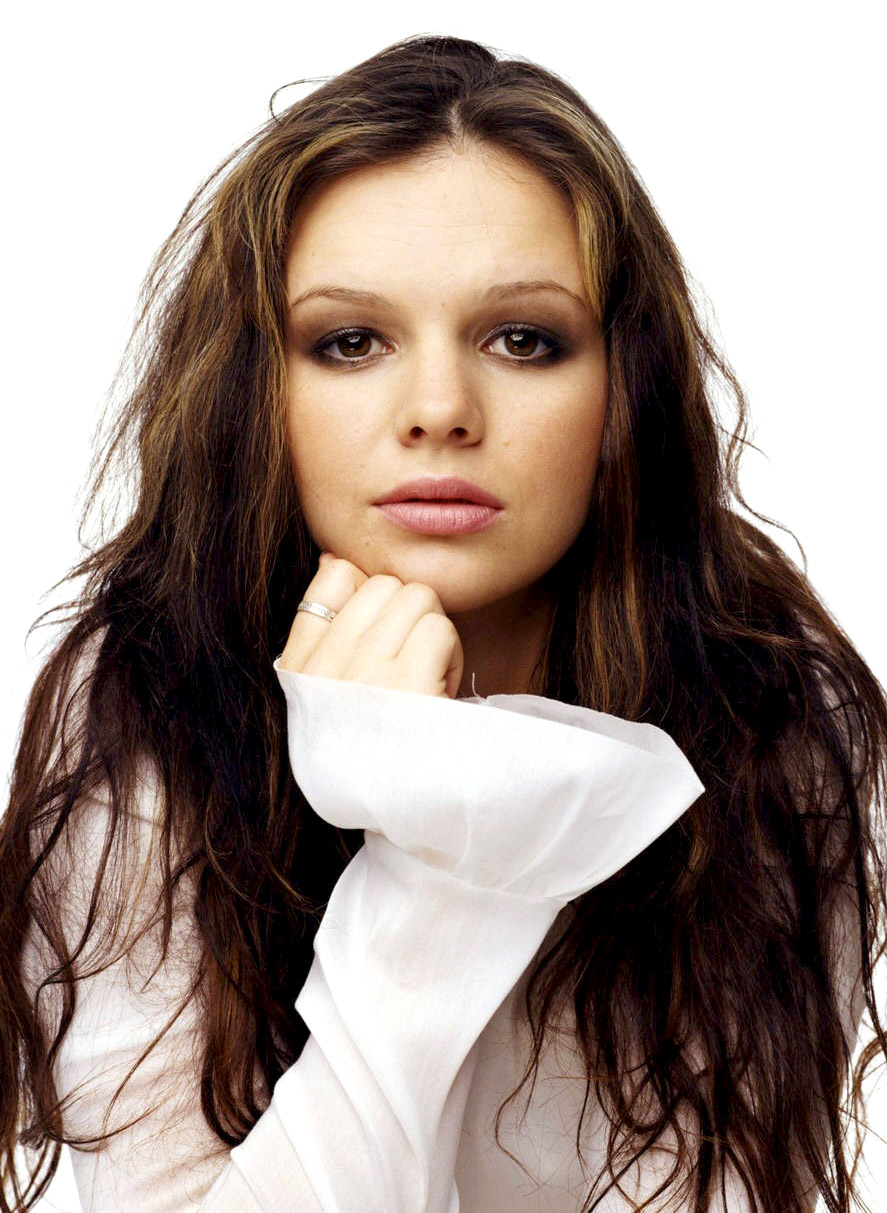
Hoofdrolspeelster Amber Tamblyn

Joan of Arcadia is een Amerikaanse televisieserie, oorspronkelijk uitgezonden door CBS van 2003 tot 2005.
De serie was een groot succes en won diverse prijzen, en was een van de weinige shows die in het eerste seizoen al genomineerd werd voor een Emmy Award. De titel is een woordspeling op Joan of Arc (Jeanne d'Arc). Arcadia is de naam van de fictieve stad waar de serie zich afspeelt.
Joan of Arcadia gaat over een meisje, Joan Girardi (gespeeld door Amber Tamblyn die eerder te zien was in The Ring), dat met God spreekt. God toont zich in verschillende gedaanten (soms als klein kind op een speelplaats, dan weer als marineofficier of als een oudere vrouw) en geeft Joan allerlei opdrachten, die meestal vreemd of tegenstrijdig lijken, maar uiteindelijk resulteren in een positief einde.
De titelsong van de serie is One of Us van Joan Osborne. Het was een grote hit in Nederland en een nummer 1-hit in Amerika.
Andere hoofdrollen zijn weggelegd voor Joe Mantegna en Mary Steenburgen als Joans ouders, Jason Ritter als haar invalide oudere broer, en Michael Welch als haar jongere broer.
Het eerste seizoen (2003-2004) was in Amerika een van de best bekeken series, maar het tweede seizoen werd stukken minder bekeken, hoewel de serie nog steeds goede kritieken kreeg. De serie werd daarom gestopt halverwege 2005. Zowel een protestactie op het internet als een e-mailcampagne hielden dit niet tegen. Nadat de serie gestopt was, werden veel kleinere rekwisieten verkocht via eBay.

## Rolbezetting

### Hoofdrollen
- Amber Tamblyn als Joan Girardi
- Joe Mantegna als Will Girardi, Joans vader
- Mary Steenburgen als Helen Girardi, Joans moeder
- Jason Ritter als Kevin Girardi, Joans oudere broer
- Michael Welch als Luke Girardi, Joans jongere broer
- Christopher Marquette¹ als Adam Rove, Joans vriend
- Becky Wahlstrom¹ als Grace Polk, Joans vriendin. In de loop van het tweede seizoen wordt ze ook Lukes vriendin.

¹ In het eerste seizoen staan Christopher Marquette en Becky Wahlstrom als gastacteurs op de rol. Ze doen wel mee in alle afleveringen, uitgezonderd de pilotaflevering.

### Bijrollen
- Aaron Himelstein als Friedman, Lukes beste vriend
- Mageina Tovah als Glynis Figliola, Lukes vriendin in het eerste seizoen
- Sprague Grayden als Judith Montgomery, Joans vriendin
- Elaine Hendrix als mevr. Lischak, lerares natuur- en scheikunde
- Patrick Fabian als Gavin Price, de onderdirecteur van Joans school
- Annie Potts als politieluitenant Lucy Preston, een collega van Joans vader
- Derek Morgan als hulpsheriff Roy Roebuck, een collega van Joans vader
- Wentworth Miller als Ryan Hunter

### Gastrollen
- Louise Fletcher als Eva, de pianolerares in Do the math (seizoen 1 afl. 19)
- Shelley Long als mevr. Candy, de lerares uiterlijke verzorging in Vanity, Thy Name Is Human (seizoen 1 afl. 21)
- Hilary Duff als Dylan Samuels, het meisje dat gered wordt in The Rise and Fall of Joan Girardi (seizoen 2 afl. 14)

## Trivia
- In een aflevering van The Twilight Zone wordt Amber Tamblyn voor straf naar een plaats gestuurd genaamd Arcadia.
- De skyline van Arcadia was in werkelijkheid van de stad Wilmington, Delaware. Arcadia ligt volgens de serie in Maryland.
- De acteurs die de ouders van Joan spelen, Joe Mantegna en Mary Steenburgen, hebben dezelfde voornamen als de (aardse) ouders van Jezus Christus.